# Rudolf Kvíz
Rudolf Kvíz (* 8. listopadu 1939 Praha) je český publicista, redaktor a recitátor. Pochází ze selské rodiny, vyučil se tavičem oceli.

## Činnost
Do roku 1989 pracoval jako publicista, zejména redaktor časopisů Nakladatelství dopravy a spojů v Praze, kde spolupracoval zejména s Vítězslavem Houškou.
Léta se věnuje přednesu jako recitátor i jako porotce soutěží. Vystupoval např. ve Viole, Památníku písemnictví, pro Kruh priatelov českej kultúry v Bratislavě, pro církev, na koncertech vážné hudby (např. Pražské dechové kvinteto, České noneto, Ensemble Martinů, Kühnùv dětský sbor). Účinkoval v mnoha rozhlasových pořadech

## Práce pro rozhlas
- 1976 – Marie Šedivá: Útěk, příběh o Marii Volkonské, která jako jedna z prvních následovala svého muže do vyhnanství po potlačeném povstání děkabristů. Rozhlasovou hru zrežíroval režisér Petr Adler. Do hlavní role Marie Volkonské byla obsazena Věra Galatíková.[1]
- 1988 – Svatopluk Čech: Pravý výlet pana Broučka do Měsíce. Dramatizace satirického románu, ve kterém je pražský měšťan ze sklonku 19. století konfrontován s éterickými měsíčňany. Obsazení: Matěj Brouček (Tomáš Töpfer), redaktor (Ladislav Frej), hostinský Würfl (Jiří Lábus), Hvězdomír Blankytný (Jiří Ornest), Etérea (Růžena Merunková), Čaroskvoucí (Vladimír Ráž), Slunovít Oblačný (Martin Růžek), Mlhomil Vzdušný (Pavel Pípal), Duhoslav Žárný (Josef Kemr), biletář (Rudolf Kvíz) a básník (Jan Přeučil). Zpívá vokální soubor Lubomíra Pánka. Libreto: Viktor Dyk.[2]
- 1996 – Zdeňka Psůtková: Noc v Čechách. Epizoda ze života spisovatelky madame de Staël, dramaturgie Jarmila Konrádová, režie Markéta Jahodová, hráli: Jana Hlaváčová, Luděk Munzar, Ivan Trojan, Pavel Pípal, Jan Teplý a Rudolf Kvíz. Český rozhlas 1996.[3]
- 1999 – Dmitrij Sergejevič Merežkovskij: Leonardo da Vinci, desetidílný rozhlasový seriál. Z překladu Anny Teskové připravil dramatizaci Roman Císař, v dramaturgii Jany Paterové režírovala Markéta Jahodová. Osoby a obsazení: Leonardo da Vinci (Viktor Preiss), Giovanni /Antonio/ Boltraffio (Tomáš Petřík), Cipriano Buonaccorsi (Karel Pospíšil), Grillo (Stanislav Fišer), Antonio da Vinci (Rostislav Čtvrtlík), Giorgio Merula (Vladimír Ráž), Strocco (Pavel Pípal), Faustino (Rudolf Kvíz), Girolamo Savonarola (Jiří Zahajský), Cesare da Sesto (Vladimír Dlouhý), Salaino, vl.jm. Gian Giacomo Caprotti (Jan Hrubec), Marco d'Oggione (Zdeněk Hruška), Mona Cassandra (Lenka Krobotová), Zoroastro (Alois Švehlík), dvorní topič (Steva Maršálek) a další. Hudba: Lukáš Matoušek.[4]
- 1999 – J.K.Tyl: Krvavé křtiny aneb Drahomíra a její synové. Dílo líčí události, které nastaly po smrti knížete Vratislava. Režisér pořadu Josef Melč. Hlavní postavy ztvárnili: Drahomíra (Věra Galatíková), Ludmila (Vlasta Chramostová), Václav (Ivan Trojan), Boleslav (Petr Motloch). [5]

## Ocenění
Za recitaci v rozhlasových pořadech byl dvakrát oceněn:
- roku 1992 cena za roli Krista v Železnobrodské pašijové hře
- roku 1999 na Poděbradských dnech poezie uděleno nejvyšší ocenění v oboru – Křištálová růže.